# Carl Ringvold, Jr.
Carl Ringvold, Jr.   (Oslo, 16 de desembre de 1902 - 27 d'agost de 1961) va ser un regatista noruec que va competir a començaments del segle xx. Era fill del també regatista Carl Ringvold.
El 1924 va prendre part en els Jocs Olímpics de París, on va guanyar la medalla d'or en la regata de 8 metres del programa de vela, a bord del Bera, junt a Harald Hagen, Ingar Nielsen, Carl Ringvold i Rick Bockelie.